# توماس إم. سالمون
توماس إم. سالمون (بالإنجليزية: Thomas M. Salmon)‏ هو عسكري أمريكي، ولد في 28 يوليو 1963 في بولس فالس في الولايات المتحدة.